# Arlington County vs. White
Arlington County vs. White was een proces aangespannen voor het Hooggerechtshof van de Amerikaanse staat Virginia, waarin beslist werd dat het niet was toegestaan om belastingvoordelen of uitkeringen te verstrekken aan ongetrouwde partners van ambtenaren. Gemeenten in Virginia mogen gezondheidszorg verzorgen voor hun werknemers en diens "afhankelijken", maar deze laatsten werden niet gedefinieerd. In 1997 besliste de gemeente Arlington dat het ook zulke zorg zou verstrekken aan ongetrouwde koppels, mits zij voldeden aan acht voorwaarden. Het besluit gold zowel voor heteroseksuele als homoseksuele stellen.
Drie inwoners van de gemeente verzochten een rechtbank om een injunctie tegen de plannen, omdat het statuut dat de gezondheidszorg voor ambtenaren regelt niet expliciet spreekt homoseksuele koppels, en de gemeente dus volgens een 19e-eeuws statuut niet aan mocht nemen dat het voor hen wel gold. De rechtbank stelde de drie in het gelijk; de gemeente ging in beroep, maar het Hooggerechtshof bevestigde de eerdere uitspraak. Vier rechters vonden dat de gemeente niet de autoriteit had het statuut zo breed te interpreteren, en de drie overige rechters waren van mening dat het grondwettelijk verbod op het homohuwelijk in Virginia al genoeg reden was om de plannen ongeldig te verklaren. De uitspraak was een tegenslag voor de homoactivisten in de staat.